# Serpophaga nigricans
A Serpophaga nigricans a madarak (Aves) osztályának verébalakúak (Passeriformes) rendjébe és a királygébicsfélék (Tyrannidae) családjába tartozó faj.

## Rendszerezése
A fajt Louis Pierre Vieillot francia ornitológus írta le 1817-ben, a Sylvia nembe Sylvia nigricans néven.

## Előfordulása
Argentína, Bolívia, Brazília, Uruguay és Paraguay területén honos. Természetes élőhelyei a mérsékelt övi erdők, szubtrópusi és trópusi száraz erdők, szavannák és legelők, tavak, folyók és patakok közelében. Állandó, nem vonuló faj.

## Megjelenése
Testhossza 12 centiméter.
|  |

## Életmódja
Rovarokkal táplálkozik.

## Természetvédelmi helyzete
Az elterjedési területe rendkívül nagy, egyedszáma pedig stabil. A Természetvédelmi Világszövetség Vörös listáján nem fenyegetett fajként szerepel.